# Georg Andreas Bull

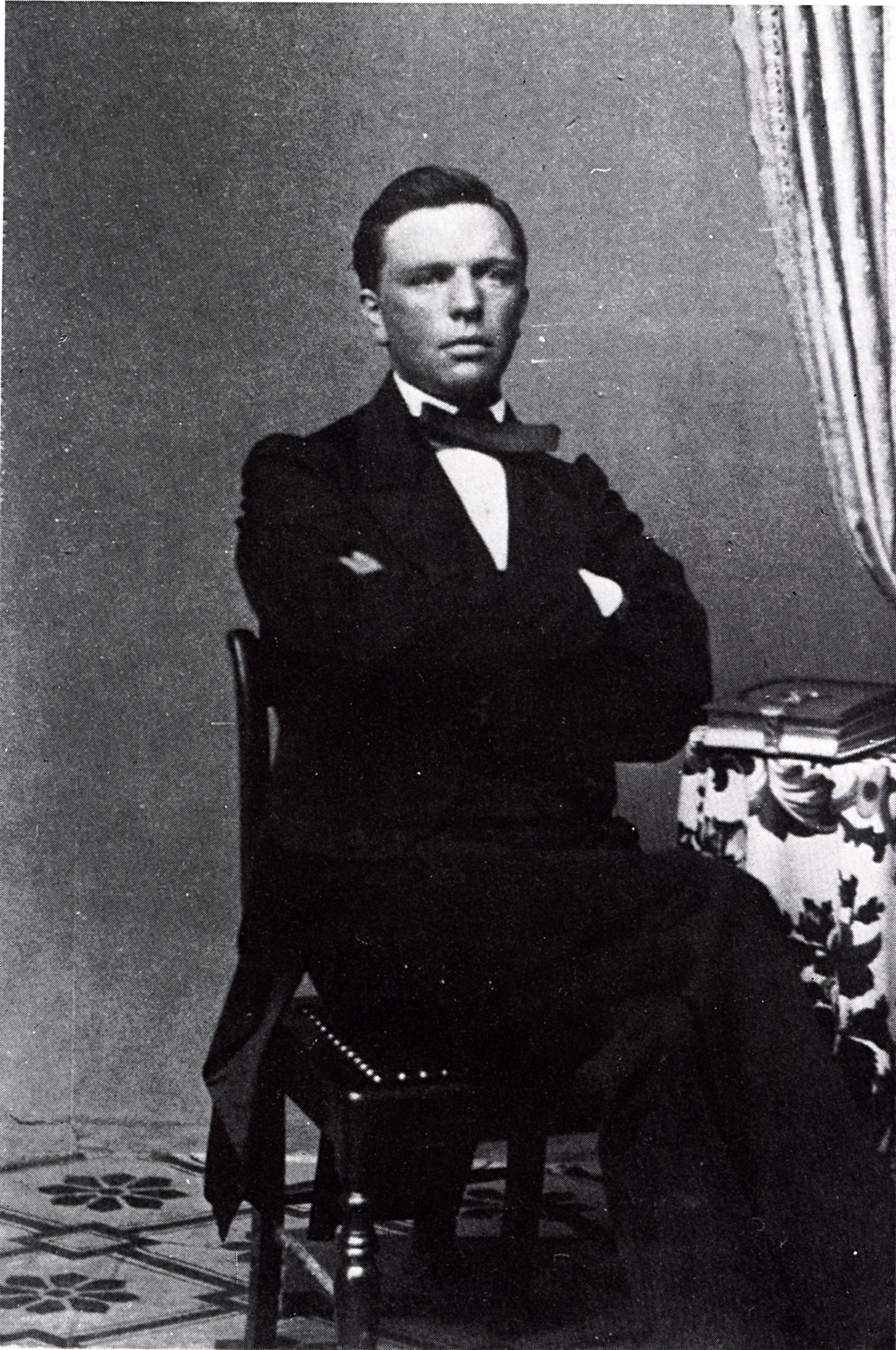
Georg Andreas Bull

Georg Andreas Bull, född 26 mars 1829 i Bergen, död 1 februari 1917 i Bestum vid Kristiania, var en norsk arkitekt och byggnadsingenjör, bror till Ole Bull, far till Henrik Bull.
Bull studerade 1846-50 vid polytekniska skolan i Hannover, 1855-56 i Berlin, blev 1858 byggnadsingenjör och var 1865-1903 stadskonduktör i Kristiania. Han uppförde där flera kyrkor (Jakobskirken och Johanneskirken, den sistnämnda sedan länge riven), järnvägsstation, kemiskt laboratorium, ångkök samt andra offentliga och privata byggnader, lämnade ritningar till och uppförde stationshus vid statens järnvägar (Vestbanestasjonen).
På uppdrag av Fortidsminneforeningen undersökte och avtecknade han märkliga gamla byggnader, särskilt de norska stavkyrkorna.

## Galleri

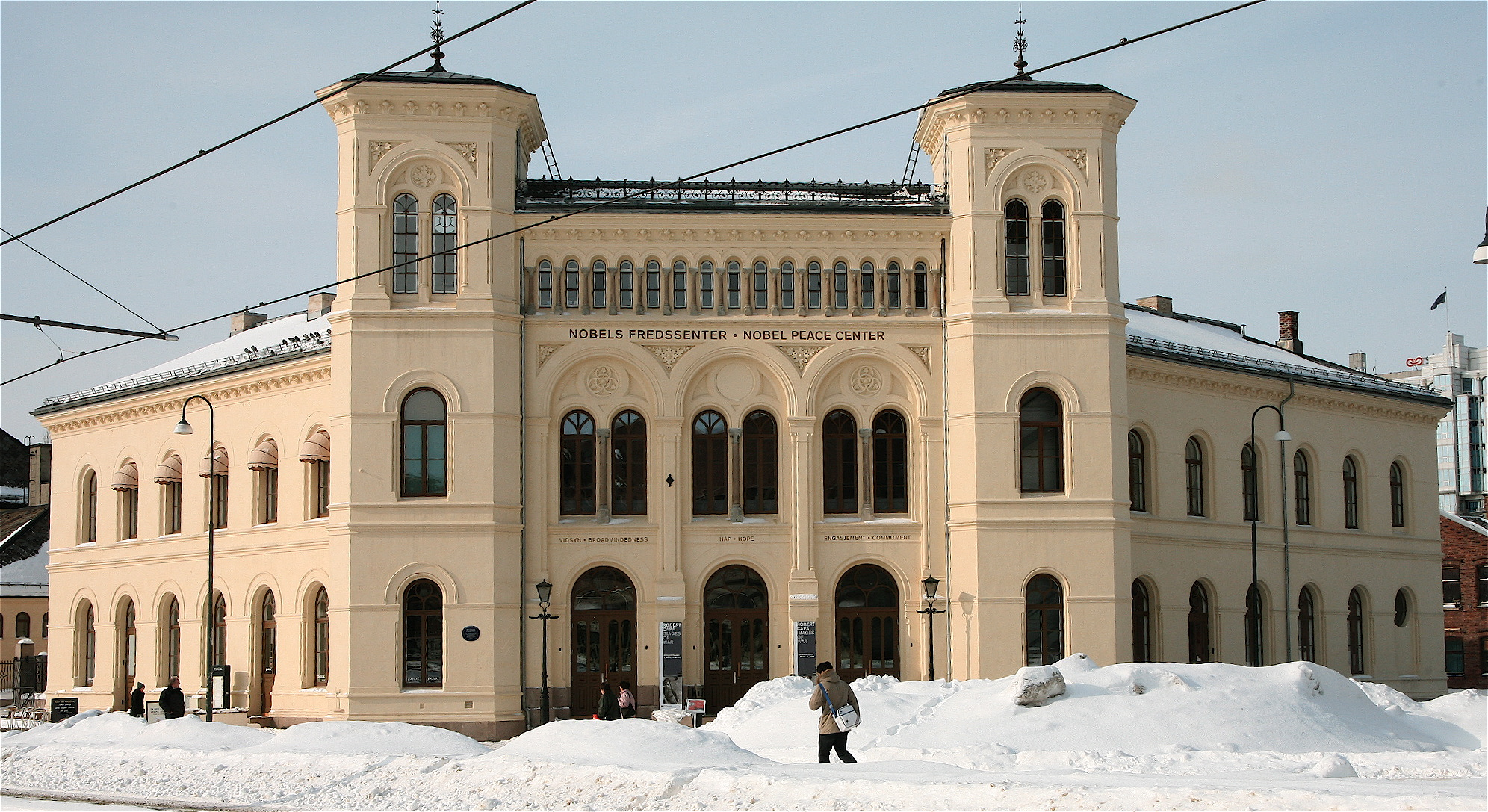
Vestbanestasjonen, Oslo (1872)
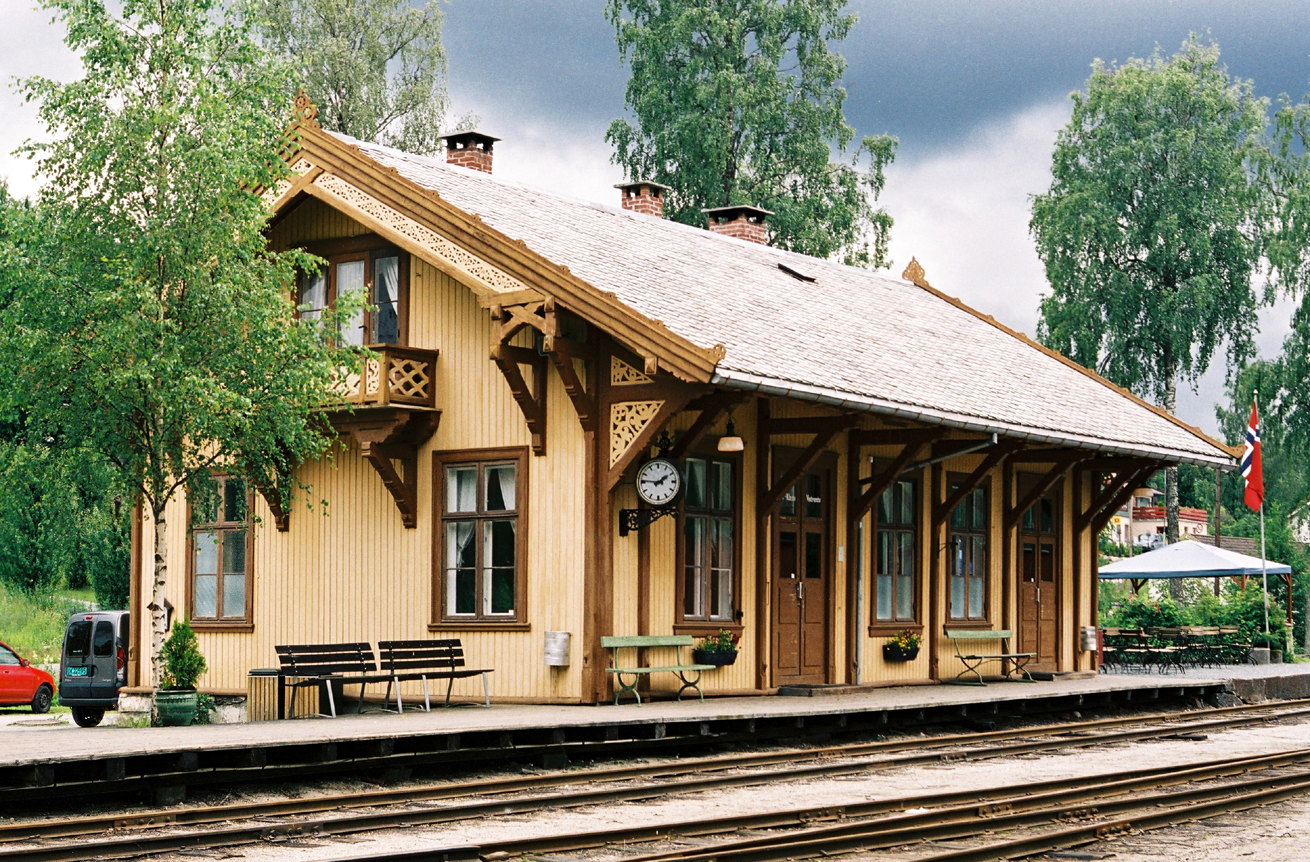
Krøderen stasjon (1872)
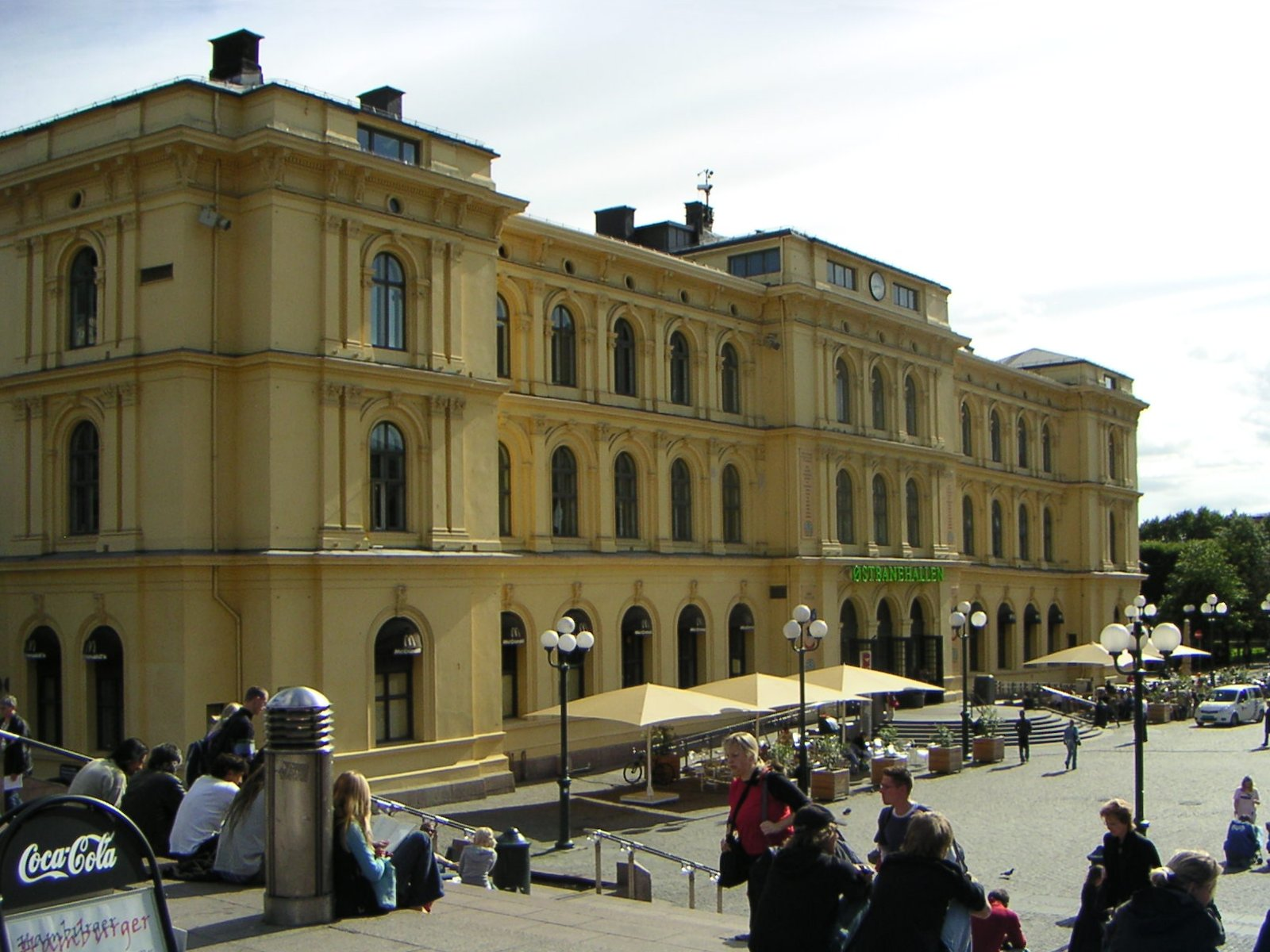
Østbanestasjonen (ombyggnad, 1882)